# Fuego (Donald Byrd)
Fuego è un album di Donald Byrd, pubblicato dalla Blue Note Records nel luglio del 1960. Il disco fu registrato il 4 ottobre 1959 al Van Gelder Studio di Englewood Cliffs, New Jersey (Stati Uniti).

## Tracce
Brani composti da Donald Byrd
Lato A
1. Fuego – 6:37
2. Bup a Loup – 4:03
3. Funky Mama – 10:55

Lato B
1. Low Life – 6:00
2. Lament – 8:25
3. Amen – 4:46

## Musicisti
- Donald Byrd - tromba
- Jackie McLean - sassofono alto
- Duke Pearson - pianoforte
- Doug Watkins - contrabbasso
- Lex Humphries - batteria[4]